# Zoungou (Gogo)
Pour les articles homonymes, voir Zoungou.
Zoungou est une commune rurale située dans le département de Gogo de la province du Zoundwéogo dans la région Centre-Sud au Burkina Faso.

## Géographie
Zoungou se situe à environ 12 km au sud-est de Gogo sur la route nationale 29.

## Santé et éducation
Le centre de soins le plus proche de Zoungou est le centre de santé et de promotion sociale (CSPS) de Tiougou tandis que le centre médical (CMA) le plus proche se trouve à Manga.